# Hausmusik (Label)
Hausmusik war ein süddeutsches Schallplattenlabel, das von 1991 bis 2007 existierte. 
Innerhalb der Underground-Musikszene steht der Labelname für einen eigenen Musikstil und vor allem für ausgefallene Schallplatten-Cover, die teilweise in Handarbeit gefertigt wurden. Gründer und Eigentümer des Labels war Wolfgang Petters aus Landsberg am Lech.

## Geschichte
Ende der 1980er Jahre existierte in Landsberg am Lech eine Musikformation namens Fred-Stocker-Quartett. Die Musiker trafen sich damals wöchentlich im Wechslerhof bei Landsberg. Die Besetzung wechselte gelegentlich, teilweise spielte man mit vier Gitarren, ein bis zwei Schlagzeugen und einem Bass. Im Sommer 1990 brachte Wolfgang Petters, der ebenfalls Musiker des Fred-Stocker-Quartetts war, ein Vierspur-Tonbandgerät mit in den Wechslerhof. Er hegte nämlich schon lange den Wunsch, ein paar Lieder aufzunehmen. Petters organisierte einige Musiker aus dem Landkreis Landsberg und dem benachbarten Landkreis Weilheim, unter anderem Micha und Markus Acher der Band The Notwist. Die ersten Aufnahmen entstanden nicht nur im Wechslerhof, sondern auch in seinem Wohnzimmer und Schlafzimmer.
Es bildeten sich ständig neue Bands und Projekte, manche existierten nur für die Plattenaufnahmen, andere waren auch darüber hinaus aktiv und erreichten sogar an überregionalen Bekanntheitsgrad; beispielsweise Village of Savoonga oder Fred Is Dead (hervorgegangen aus dem Fred-Stocker-Quartett).
Anschließend wurden von Freunden und Bekannten für die erste Plattenveröffentlichung die Schallplattencovers gebastelt. Die Plattenveröffentlichung fand dann am 14. September 1991 im Wechslerhof statt. Da die Platte dann auch von diversen Radiosendern gespielt wurde, plante die Hörfunksendung Zündfunk (Bayern 2) eine Konzertübertragung und lud dazu das Hausmusik-Team ein, das (von der professionellen Arbeit von The Notwist unterstützt) diese Bewährungsprobe bestand.
Mit der Zeit entstanden in der Weilheimer Region die Plattenlabel Payola und Kollaps, die später mit Hausmusik eine Labelgemeinschaft gründeten. Gegenseitig unterstützte man sich recht gut und jedes dieser Label profitierte von den bereits geknüpften Kontakten der anderen Partner. So war es seit Beginn möglich, jenseits der großen Musikindustrie zu bestehen.
Am 25. bis 27. Oktober 1996 fand ein großes Jubiläums-Festival zum fünfjährigen Bestehen von Hausmusik in der Quere in Landsberg statt. In der kurzen Zeit seit 1991 hatte das Label eine große Anhängerschaft von Wien bis Berlin.
Ab Frühjahr 1998 begann Hausmusik auch als Vertrieb aufzutreten. Zu diesem Zeitpunkt stieß Thomas Morr zu Wolfgang Petters und half diesem, den Vertrieb auszubauen. Thomas Morr gründete dann im Sommer 1999 sein eigenes Label namens Morr Music. Zu Beginn unterstützte Hausmusik dieses neue Label mit schon vorhandenen Vertriebswegen außerhalb der Bundesrepublik, später lief die Unterstützung dann auch zurück in die andere Richtung. Diese Zusammenarbeit blieb von da an bis in die Gegenwart ein wichtiger Bestandteil der Arbeit.
Im Mai 2000 zog Hausmusik von Landsberg nach München, dort wurde ein eigener Plattenladen eröffnet sowie ein Aufnahmestudio im Keller eingerichtet. Am 14. September 2001 fand in München das Zehn-Jahres-Konzert statt. Gleichzeitig veröffentlichte Hausmusik das Schallplattenpaket „do you think that i’ll be different when you’re through?“, auf dem der größte Teil der Hausmusik-„Familie“ zu hören ist, und daneben auch noch Gäste von Kollaps und Payola. Im September 2007 gab Wolfgang Petters in einem Interview bekannt, dass Hausmusik seine Geschäfte bis Ende des Jahres abwickeln und schließen wird.
Am 4. Oktober 2008 eröffneten Petters und sein ehemaliger Mitarbeiter bei Hausmusik Heinz-Peter Lauf in München gemeinsam „Hausmunik“. Dabei handelt es sich um eine Espressobar mit integriertem Plattenladen. Bei den angebotenen Schallplatten, CDs, T-Shirts, Comics und Büchern liegt ein besonderes Gewicht auf Münchner Künstlern, Labels und Verlagen.

## Bands und Projekte
Folgende Bands und Projekte haben bereits auf dem Label Hausmusik veröffentlicht (Auswahl):
- Alles wie groß
- A Million Mercies
- Bernhard Reis
- Borrowed Tunes
- Broken Radio
- Calexico
- Carlo Fashion
- Contrabando
- Elektrosushi
- Fred Is Dead
- Fred Stocker Quartett
- Golden Toast Quartett
- iso68
- Lali Puna
- Le Millipede
- Loopspool
- Make My Day
- Ms. John Soda
- Ogonjok
- Pansen
- Queen of Japan
- Rayon
- Smog
- Squares on Both Sides
- Telekonduktor
- Thomas Leboeg
- Today
- Video Noise
- Village of Savoonga